# Pierino Prati
Pierino Prati (Cinisello Balsamo, 13 de dezembro de 1946 – Como, 22 de junho de 2020) foi um futebolista italiano, que atuava como atacante. Foi campeão europeu de 1968 e finalista da Copa do Mundo de 1970.

## Carreira
Apelidado de "Pierino la peste", estreou na Serie A com a camisa do Milan na temporada 1965-1966, antes de ser vendido para o Savona, com quem competiu uma temporada na Serie B e que no ano seguinte voltou a vestir a camisa rossonera.
Em sua primeira temporada completa na Série A ele foi o artilheiro com quinze gols, temporada também em que o Milan conquistou o campeonato italiano daquele ano. Por lá ele também conquistou a Recopa Europeia em duas ocasiões, a UEFA Champions League na edição de 1968-69 e a Copa Intercontinental de 1969.
Na final da Liga dos Campeões de 1969 ele marcou três gols, chegando perto de Ferenc Puskás que marcou quarto vezes em uma final.
Em 1973, Prati deixou o Milan, depois de conquistar consecutivamente duas Copas da Itália e uma Recopa Europeia em seguida, acumulando um total de 209 jogos e 102 gols com a camisa rossonera.
De lá, ele se transferiu para a Roma, mas depois de algumas temporadas decentes se transferiu para a Fiorentina onde depois de uma breve passagem por lá se transferiu para o Rochester Lancers dos Estados Unidos onde não jogou nem uma temporada completa. Encerrou sua carreira na Serie C2, onde jogou por três anos pelo Savona.

### Seleção italiana
No dia 6 de abril de 1968 estreou pela Seleção Italiana contra a Bulgária nas quartas de final do Campeonato Europeu de Futebol de 1968, marcando ainda um gol. Na verdade, voltou e marcou outro gol pela seleção em que venceu o jogo por 2-0 ajudando o time a se classificar para as semifinais: jogou a final ao lado do recém-chegado Anastasi, no desempate do jogo da final ele foi substituído por Gigi Riva. Riva marcou depois de alguns minutos e, com o segundo gol de Anastasi, a Itália foi coroado campeã da Europa.

## Morte
Morreu no dia 22 de junho de 2020, aos 73 anos.

## Títulos

### Clube

#### Nacionais
Milan
- Campeonato Italiano: 1967-68
- Copa da Itália (2): 1971-72 e 1972-73

#### Internacionais
Milan
- Liga dos Campeões da UEFA: 1968-69
- Recopa Europeia (2): 1967-68 e 1972-73
- Copa Intercontinental: 1969

### Pela seleção
- Eurocopa: 1968

### Prêmios Individuais
- Artilheiro do Campeonato Italiano: 1967-68 (15 gols)